# CF União
Clube de Futebol União je portugalský fotbalový klub z města Funchal na ostrově Madeira. Klub byl založen v roce 1913 a svoje domácí utkání hraje na Estádio do Centro Desportivo da Madeira s kapacitou 2 500 diváků.
Klubové barvy jsou modrá a žlutá.

## Úspěchy
- 3× vítěz Segunda Divisão (1988/89, 2001/02, 2010/11)[pozn. 1][1]